# Виджаянтимала
Виджаянтима́ла Бали́, правильнее Вайджаянтима́ла или Вайджейантима́ла (там. வைஜெயந்திமாலா பாலி, [ʋɐjʤejnt̪imɑːlɑː bɑːli], англ. Vyjantimala, Vaijayanthimala, Vaijayantimala Bali; род. 13 августа 1936, Мадрас) — индийская актриса

 и танцовщица
 в стиле бхаратанатьям, хореограф и политик. Первая южно-индийская актриса (и первая тамильская), вошедшая в мир Болливуда. Снималась около 20 лет, её фильмография насчитывает более 65 кинофильмов. Её фильмы Nagin (1954), «Мадхумати» (1958) и «Сангам» (1964) стали самым кассовыми фильмами соответствующих годов. В советский прокат вышло несколько фильмов с её участием: «Ганга и Джамна», «Сангам», «Заговор» и «Сын прокурора», «Амрапали».
Виджаянтимала является трёхкратной обладательницей Filmfare Award за лучшую женскую роль. В 1968 году награждена правительственной наградой Падма Шри, а в 2024 — Падма вибхушан.

## Биография
Виджаянтимала Бали (урождённая Виджаянтимала Раман), более известная под мононимом Виджаянтимала, родилась 13 августа 1936 года в городе Мадрасе (в настоящее время — Ченнаи) в тамильской семье ортодоксальных индуистов из касты Айенгар (брахманов-последователей философии Вишишта-адвайта). Её отец — Мандьям Дхати Раман, родом из Майсура, а мать — Васундара Деви, актриса тамильского кино 1940-х годов. Когда Виджаянтимала родилась, её матери было только 16 лет, и из-за небольшой разницы в возрасте они относились друг к другу скорее как сёстры. Так как Васундара Деви была занята на съёмках кино и в танцевальных представлениях, воспитанием девочки занимались отец и бабушка по материнской линии Ядугири Деви.
Виджаянтимала окончила среднюю школу Святого Сердца при монастыре в Мадрасе. С детства профессионально занималась классическим индийским танцем в стиле бхаратанатьям. Её учителем танца был гуру (учитель, педагог) Vazhuvoor Ramiah Pillai, а также она изучала классическую индийскую музыку в стиле карнатак у гуру Manakkal Sivaraja Iyer, у которого ранее обучалась её мать.

## Карьера

### Актриса

#### 1949—1959 годы: Дебют и первый успех
На одном из танцевальных выступлений в Гокхале Холле в Мадрасе Виджаянтималу увидел режиссёр М. В. Раман и пригласил сниматься в кино. Он был одним из друзей семьи, и ему удалось убедить её родственников позволить девочке начать карьеру в киноиндустрии. В 1949 году, когда ей было только 15 лет, Виджаянтимала дебютировала в кино, снявшись в тамильском кинофильме Vazhkai. Она также приняла участие в телугу-версии фильма под названием Jeevitham, благодаря помощи отца, знающего язык, и в хинди-версии под названием Bahar, пройдя курсы по изучению хинди. В отличие от других актёров, её не пришлось дублировать ни в одной из версий фильма. Её голос также был задействован для исполнения двух песен в Jeevitham. Между съёмками в главных ролях она появилась в эпизоде фильма Vijayakumari, где исполнила танец в западном стиле под песню «laalu…laalu…laalu». Фильм не стал особо успешным, однако танцевальный номер Виджаянтималы приобрёл большую популярность.
Так как у неё был пятилетний контракт с AVM Productions, запрещающий ей сниматься на стороне, после завершения Bahar она вернулась в Мадрас и выступала в танцевальных шоу. В следующий раз в Болливуде она появилась вместе с Кишор Кумаром в фильме Ladki (1953), который являлся хинди-версией её фильмов Sangham на телугу и Penn на тамильском языке. Ladki собрал 1,5 крора в кассе и занял второе место в списке самых кассовых фильмов года. По окончании срока контракта Виджаянтимала получила роль в хинди фильме Nagin (1954), повествующем о двух влюблённых из враждующих племён. Фильм стал самым кассовым фильмом года и сделал Виджаянтималу по-настоящему знаменитой, хотя был наиболее примечателен мелодиями Хеманты Кумара и восемью соло Латы Мангешкар (из 13 песен фильма). В противовес первоначальному успеху следующие 4 фильма с Виджаянтималой, вышедшие в 1955 году, провалились в прокате.

#### 1955—1960 годы: Чандрамукхи и Мадхумати
Однако в этом же году Виджаянтимала сыграла одну из своих лучших и знаменитых ролей — танцовщицы и куртизанки Чандрамукхи в фильме режиссёра Бимала Роя «Девдас». В нём началось её партнёрство с Дилипом Кумаром, вместе с которым она затем снялась в семи кинолентах. «Девдас» — экранизация знаменитого в Индии одноимённого романа бенгальского писателя Шарата Чандры Чаттерджи. Автор описывал Чандрамукхи как зрелую женщину, и сценарист фильма Набенду Гхош был против кандидатуры Виджаянтималы, так как она была слишком молода. Однако все актрисы, которым роль была предложена до этого (Наргис, Бина Рай и Сурайя) отказались, и у режиссёра не оставалось выбора. Когда о том, что на роль приглашена актриса известная пока только танцами, узнали кинопроизводители, то с сарказмом сказали Рою «Почему бы тебе не взять комика Кишор Кумара в качестве Девдаса?». Однако Виджаянтимала в полной мере воспользовалась возможностью наконец проявить не только танцевальный, но и актёрский талант, и оправдала надежды режиссёра. За роль в этом фильме ей была присуждена Filmfare Award за лучшую женскую роль второго плана, но актриса отказалась принять награду. Это был первый и единственный случай в истории Filmfare. Свой отказ Виджаянтимала объясняла тем, что не считает свою роль второстепенной, и её персонаж имеет такую же важность, как героиня Сучитры Сен, сыгравшей возлюбленную героя.
В 1956 году вышло сразу 7 фильмов с участием Виджаянтималы. Из-за большого количества съёмок ей даже пришлось отказаться от фильма Rajhath режиссёра Сохраба Моди, и её роль отошла Мадхубале. В свою очередь Виджаянтимала заменила ту на съёмках фильма «Новый век» (1957) с Дилипом Кумаром в главной роли. В 1958 году они снова снялись в паре в фильме «Мадхумати». Во время съёмок в окрестностях Найнитала с Виджаянтималой произошёл несчастный случай, танцуя босиком, она запнулась о камень и получила повреждения ступни, которые до сих пор причиняют ей боль. Так как почти все сцены, в которых была занята актриса, включали в себя танцы или бег, режиссёр настоял на ношении сандалий в оставшееся время съёмок. В фильме Виджаянтимала сыграла сразу три роли: погибшую возлюбленную героя Мадхумати, её двойника Мадхави и реинкарнацию Радху. «Мадхумати» считается прародителем других фильмов о реинкарнации «Свидание» (1967), «Возлюбленная» (1976), «Долг чести» (1980), «Обратная сторона любви» (1981), «Каран и Арджун» (1995) и «Когда одной жизни мало» (2007), в последнем из которых использовались некоторые сюжетные ходы оригинального фильма.
Одновременно с «Мадхумати» актриса снялась в фильме Sadhna режиссёра Б. Р. Чопры, после того как актриса Нимми поколебалась взять эту роль. Идея фильма была в том, чтобы показать, что куртизанка тоже женщина, которая может мечтать о достойном месте в мире, смотрящем свысока на танцовщиц и проституток. По сюжету молодой человек (в исполнении Сунила Датта), презирающий продажных женщин, ради больной матери с помощью своего друга нанимает девушку изображать свою невесту. Он не подозревает, что девушка, зовущая себя Раджни, на самом деле известная куртизанка Чампабаи, готовая на всё ради денег. Попав в обстановку любящей семьи, она меняется и осознает, что в отличие от этих людей для своих клиентов не значит ничего. Однако правда выходит наружу, и новая семья отворачивается от неё, не желая иметь ничего общего с падшей женщиной. В этом фильме Виджаянтимале прекрасно удалось изобразить и блистательную куртизанку, развлекающую гостей в борделе, и скромную домохозяйку, которой она притворялась в доме героя. Именно этот фильм принёс ей первую Filmfare Award за лучшую женскую роль, хотя в том году она была номинирована также и за «Мадхумати».

#### 1961—1970 годы: Триумф «Сангама» и череда провалов
В 1961 году Виджаянтимала снялась в главной роли в «Ганга и Джамна», который был признан вторым в списке самых кассовых фильмов после «Великого Могола». Сюжет рассказывает о двух братьях, оказавшихся по разные стороны закона. Виджаянтимала сыграла возлюбленную старшего брата, ставшего бандитом. Это была одна из наиболее сложных её ролей, актрисе пришлось выучить бходжпури (диалект на котором говорят люди в Восточной Индии, в чём ей сильно помог её партнёр по съёмкам Дилип Кумар. Он также подбирал ей сари для каждой сцены. Игра Виджаянтималы заработала восторженные отзывы критиков. К. К. Рай из журнала Stardust похвалил её исполнение роли, сказав: «Виджаянтимала сыграла деревенскую девушку с такой простотой и изяществом; и вы бы забыли, что она была одной из самых гламурных звезд своего времени. Она также говорила на диалекте бходжпури как на родном». За эту роль актриса была удостоена своей второй награды Filmfare и первой награды от Ассоциации бенгальских журналистов.
В этом же году она снялась в двух фильмах режиссёра С.В. Шридхара: «Подарок» (ремейке успешного тамильского фильма 1959 года Kalyana Parisu) в паре с Раджем Капуром и тамильском Then Nilavu в паре с Джеминаем Ганесан. В следующем году она играла в паре с Раджендрой Кумаром в Aas Ka Panchhi. Фильм заработал статус хита в прокате, однако игра Виджаянтималы получила смешанные отзывы. В 1963 году Бимал Рой, с которым она успешно работала в «Девдасе» и «Мадхумати», предложил ей главную роль в своём новом фильме «Заключенная». Но Виджаянтимала была вынуждена отказаться из-за занятости в других проектах. Роль отошла Нутан, которая в итоге получила за неё статуэтку Filmfare в 1963 году.
В 1964 году на экраны вышел фильм «Сангам», в котором Виджаянтимала снялась вместе с Раджем Капуром и Раджендрой Кумаром. Этот фильм считается одним из лучших фильмов о любви и одним из наиболее кассовых фильмов за всю историю индийского кино. За свою роль в этом фильме Виджаянтимала была удостоена своей третьей награды Filmfare. Динеш Рахея из Rediff отозвался о её игре, как «проще говоря, блестящей. И зрелость, с которой она показала свою героиню, как её беззаботность, так и страдания, делают это одним из самых незабываемых выступлений коммерческого кинематографа».
Кассовый успех имели также два следующих фильма Виджаянтималы с Раджендрой Кумаром Zindagi (1964) и «Принцесса и разбойник» (1966). Остальные её фильмы тех лет были признаны провалившимися в прокате. Наибольшее разочарование Виджаянтимала испытала после фиаско исторической картины «Амрапали», где она исполнила главную роль в паре с Сунилом Даттом. Как и до этого «Мадхумати», фильм был выдвинут на Оскар как лучший фильм на иностранном языке, но так и не был номинирован. На следующий год Виджаянтимала начала сниматься в паре с Дилипом Кумаром в фильме «Рам и Шиам», но из-за разногласий с коллегами вынуждена была прервать съёмки (её роль впоследствии с успехом сыграла Вахида Рехман). Встретившись вновь на съёмочной площадке фильма «Революция» (1968), актёры не сказали друг другу ни слова за рамками сценария.
Успех пришёл к ней вновь в 1967 году после фильма «Похититель ценностей» режиссёра Виджая Ананда. Её танцевальный номер на песню Hothon Pe Aisi Baat Main в исполнении Латы Мангешкар стал хитом и считается одним из лучших в индийском кино, а также служит образцом при создании других танцевальных номеров, например в фильме «Король обмана». Роль предложили Виджаянтимале после того, как от неё отказалась Сайра Бану, только что вышедшая замуж. Это был её второй опыт работы с Девом Анандом (первый — «Амардип» (1958)), и после релиза они сразу были признаны успешной экранной парой. На следующий год вышел ещё один их совместный фильм «Сын прокурора», имевший средний успех в прокате, но высоко оцененный некоторыми критиками. Дев Ананд также приглашал Виджаянтималу сняться вместе в сиквеле «Похитителя ценностей» — «Возвращение похитителей ценностей» (1996), но к тому времени она не имела намерения возвращаться в кинематограф.
После замужества и рождения сына Виджаянтимала оставила карьеру киноактрисы, но продолжила заниматься первым и любимым делом своей жизни — танцем. Она отклонила предложения сыграть мать Амитабха Бачана в «Стене» (1975) и жену Дилипа Кумара в «Горячем сердце» (1981), несмотря на значимость ролей и достойный гонорар.

### Танцовщица
В 1939 году возрасте 6 с половиной лет Виджаянтимала была в числе первых индийских танцовщиц, выступавших в Ватикане перед папой Пием XII и получила его благословение. С 13-летнего возраста она профессионально исполняла танцы на сцене.
В 1969 году Виджаянтимала стала первой индийской профессиональной танцовщицей в стиле бхаратанатьям, выступившей для ООН на 20-х ежегодных празднованиях Дня прав человека. В качестве танцовщицы Виджаянтимала много выступала в Индии и за рубежом: на Осеннем Фестивале в Париже во Франции, на Голландском Фестивале в Роттердаме в Нидерландах, в Международном Оперном Доме в Сиднее в Австралии, в США, России и других странах. Танцевальная карьера Виджаянтималы длится более 50 лет, за свои заслуги в области танца она удостоена многих престижных национальных и зарубежных наград.
Виджаянтимала до сих пор выступает с танцевальной программой (что делает её наиболее старшей из известных исполнителей бхаратанатьям) и пробует различные старые, забытые и редкие храмовые танцевальные формы (Nava Sandhi Kauthwam, Melaprapti, Todaya Mangalam и Sooladi, Prabhandam).

### Политик
Политическая карьера Виджаянтималы началась в 1984 году, когда она баллотировалась на всеобщих выборах штата Тамилнад от избирательного округа Южный Ченнаи (в то время Южный Мадрас) как кандидат от партии Индийский национальный конгресс. Её противником на выборах был Ира Челиян, лидер партии Джаната и опытный парламентарий. Во время кампании, чтобы победить Виджаянтималу, он использовал провоцирующие лозунги, как «Отправьте меня в Лок Сабху. Отправьте её РР Сабху». По иронии судьбы она выиграла выборы с отрывом около 48 тысяч голосов. В 1985 году она получила место в Лок сабхе.
В 1989 году Виджаянтимале снова выдвинула свою кандидатуру на всеобщих выборах Тамилнада и победила Алади Аруну} из партии Дравида Муннетра Кажагам с перевесом почти 12,5 тысяч голосов. Затем в 1993 году она была назначена в Совет штатов сроком на шесть лет. В 1999 году Виджаянтимала подала в отставку с основного членства в партии. В своём письме к лидеру партии Соне Ганди, она объяснила причину её отставки тем, что ей больно наблюдать как партия отходит от своих принципов после смерти Раджива Ганди и все труднее оправдывать себя перед обществом и своей совестью, что не позволяет ей оставаться в партии дальше. После этого 6 сентября 1999 года Виджаянтимала вступила в Индийскую народную партию.

## Личная жизнь
Киноисторики Банни Рубен и Санджит Нарвекар назвали Виджаянтималу третьей возлюбленной Дилипа Кумара после Камини Каушал и Мадхубалы. Благодаря эффектной экранной химии, все 7 их общих фильмов стали успешными в прокате, но каких-либо доказательств их связи найдено не было.
Широко известен многолетний роман актрисы с Раджем Капуром, с которым она снималась в фильмах «Подарок» и «Сангам». После смерти режиссёра она заявила, что их отношения были лишь рекламным трюком для продвижения фильма. Однако сын Раджа — Риши Капур, и Лакшми, дочь публициста Капура — Банни Рубена, ответили на это, что роман был настоящий и даже привёл к тому, что Радж Капур оставил дом и проживал с актрисой в течение семи с половиной месяцев. В 1964 году после премьеры картины «Сангам» мировая пресса окрестила актрису новой «женщиной в белом» — титул, который до неё много лет принадлежал Наргис.
10 марта 1968 года Виджаянтимала вышла замуж за Чаманлала Бали, который был личным врачом Раджа Капура, и переехала в Мадрас. Они познакомились, когда Чаманлал был вызван Капуром, чтобы лечить её во время приступа гриппа. Супруги поселились напротив дома Раджа Капура, в котором он продолжал жить один со своими детьми. В 1976 году Чаманлал Бали скончался. По словам друзей семьи их брак не был счастливым, и Виджаянтимала продолжала любить Раджа Капура всю свою жизнь. Причины их расставания до сих пор не известны. Среди версий называют сложный бракоразводный процесс с первой женой Капура Кришной, а также его роман с актрисой Вахидой Рехман, который так же не был подтверждён.
Сын Виджаянтималы является квалифицированным юристом с дополнительной степенью Колумбийского университета (США) в области менеджмента. Он пробовал себя в модельном бизнесе, кинопроизводстве, а также снялся в нескольких тамильских фильмах и в фильме на хинди Aanch. 28 августа 2009 года он женился на девушке Нандини, из той же касты Айенгар из которой происходит Виджаянтимала. В октябре 2011 года у Виджаянтималы появился первый внук Свара.
Виджаянтимала основала «Фонд доктора Бали» и занимается благотворительностью в поддержку обездоленных детей и женщин Индии. В 2007 году она издала книгу-автобиографию под названием «Bonding… A Memoir». Актриса много лет увлекается игрой в гольф, которой её обучил покойный муж, и также выступала на национальном чемпионате.

## Награды

### Кинопремии
- 1956 — Filmfare Award за лучшую женскую роль второго плана — «Девдас»[41] (Виджаянтимала отказалась принять награду)
- 1958 — Filmfare Award за лучшую женскую роль — Sadhana[42]
- 1961 — Премия ассоциации бенгальских киножурналистов[англ.] за лучшую женскую роль — «Ганга и Джамна»[43]
- 1962 — Filmfare Award за лучшую женскую роль — «Ганга и Джамна»[42]
- 1965 — Filmfare Award за лучшую женскую роль — «Сангам»[42]
- 1968 — Премия ассоциации бенгальских киножурналистов за лучшую женскую роль — «Революция»[44]
- 1996 — Filmfare Award за вклад в кинематографию[42]
- 2001 — Thyagaraja Bhagavathar Award (англ.) кинопремия штата Тамил-Наду[45]
- 2005 — Премия за пожизненные достижения от Bollywood Movie Awards
- 2005 — Akkineni International Foundation Award[англ.][46] (англ.) за пожизненных достижения и вклад в индийскую киноиндустрию
- 2006 — Премия за пожизненные достижения на Международном Кинофестивале в Пуне[47]
- 2006 — Премия «Живая легенда» отФедерации индийских торгово-промышленных палат и промышленности[48] (англ.)
- 2012 — Специальный приз Премии Гильдии кино- и телепродюсеров Апсары[англ.][49] (англ.) за вклад в киноиндустрию Болливуда
- 2012 — Премия за пожизненные достижения на Международном Кинофестивале в Бангалоре[50]
- 2013 —  Stardust Award Гордость Киноиндустрии[51]

### Премии в области танца
- 1982 — Sangeet Natak Akademi Award за выдающееся мастерство танца бхаратанатьям[52]
- 1999 — TTK memorial award от Академии Музыки Мадраса[53]
- 2005 — Sanskriti Kalashree Award[54]
- 2006 — Gnana Kala Bharathi award за достижения в области танца бхаратанатьям[55]
- 2007 — Kalaratna Mala Award[56]
- 2009 — Yagnaraman Award за пожизненные достижения[57]
- 2009 — Natyakala Tapaswini Award[58][59]
- 2010 — Bharatha Kalai Arasi от университета Sri Madhavi Natyalaya[60]
- 2010 — E. Krishna Iyer Medal за выдающийся вклад в области танца бхаратанатьям на протяжении семи десятилетий[29]
- 2011 — звание Naatya Padhmam на танцевальном фестивале Brahma Gana Sabha[61]
- 2011 — звание Natya Kala Shikamani от Всеиндийского общества изящных искусств и ремёсел[62]
- 2011 — Shanmukhananda National Eminence Award за пожизненные достижения в области бхаратнатям[63]
- 2011 — Премия за пожизненные достижения от Rotary Club of Chennai Towers (RCCT)[64]
- 2011 — Премия за пожизненные достижения от Kartik Fine Arts[65]
- 2012 — Tagore Akademi Ratna от Sangeet Natak Akademi за значимый вклад в области искусства исполнителя[66]

### Национальные и международные премии
- 1968 — Государственная награда Падма Шри
- 2024 — Падма вибхушан